# Аго Дар'яї
Аго Дар'яї (перс. آهو دریایی, трансліт. Āhū Daryāyī), також відома як Дівчина науки та досліджень — 30-річна іранська докторантка з французької літератури в Ісламському університеті Азад, факультет науки та досліджень, Тегеран. Після переслідувань воєнізованих формувань Басідж через іранські закони про обов'язкове носіння хіджабу, під час зіткнення її одяг був розірваний, вона у відповідь на знак протесту зняла свій одяг і сиділа частково роздягненою у дворі університету 2 листопада 2024 року. Іранська держава жорстоко заарештувала її, що призвело до зникнення її з поля зору громадськості. Представники університету заперечували будь-який фізичний контакт зі студенткою та стверджували, що у неї проблеми з психічним здоров'ям.
Після внутрішнього та міжнародного резонансу приблизно 19 листопада Дар'яї було звільнено без пред'явлення звинувачень.
Дії Дар'яї 2 листопада 2024 року перетворили її на символ опору суворим законам Ірану про дрес-код і обов'язковому носінню хіджабу, особливо через два роки після смерті Магси Аміні. Її протест і наступний арешт привернули міжнародну увагу, а правозахисні організації закликали її звільнити.

## Контекст
Після загальнонаціональних протестів у вересні 2022 року, спровокованих смертю Магси Аміні, дедалі більше іранських жінок чинить активний опір законам країни про обов'язкове носіння хустки. У рамках цього руху жінки публічно знімають хіджаби, діляться зображеннями та відео в соціальних мережах і беруть участь у демонстраціях, виступаючи за особисті свободи та права жінок. Попри значні ризики, включаючи арешти та переслідування, ці протести непокори тривали, підкреслюючи постійний виклик суворим правилам одягу в Ірані.

## Протест і арешт 2 листопада 2024 року
2 листопада 2024 року Дар'яї став центром резонансного інциденту протесту в ісламському університеті Азад Тегерана. За словами свідків, вона поконфліктувала зі силами безпеки університету та членами воєнізованого формування Басідж за те, що вона не носила хустку відповідно до суворого дрес-коду.
Під час сварки члени Басідж, воєнізованого угруповання, пов'язаного з Корпусом вартових Ісламської революції Ірану, нібито намагалися взяти студентку під варту під приводом порушення вимог щодо носіння хіджабу та маски, розірвавши її светр, вимагаючи носити хіджаб. Політолог Махназ Шіралі зазначив, що сварка загострилася, коли вона зняла свій одяг, що залишився, і сіла в спідній білизні у дворі кампусу як акт непокори.
Потім вона вийшла на вулицю в спідній білизні, ще раз протестуючи проти обов'язкового носіння хіджабу в акті публічної непокори. Протест був знятий на відео глядачами, і кадри швидко поширилися в соціальних мережах, привернувши широку увагу як в Ірані, так і за кордоном.
Її затримали троє співробітників у цивільному. Як повідомляється, після її арешту поліція доставила її до психіатричної лікарні за наказом розвідки КВІР і помістила під нагляд лікаря та психіатра.

## Наслідки
Амір Махджуб, директор зі зв'язків з громадськістю Ісламського університету Азад, на платформі X (Twitter), заявив без пояснення причин конфлікту між цією студенткою та охороною університету, що «мотиви та причини дій цієї студентки розслідуються», хоча він також стверджував, що «в поліцейській дільниці та після медичного огляду було встановлено, що вона перебувала під інтенсивним психічним тиском і страждала від психічних розладів».
Речниця уряду Фатеме Мохаджерані відповіла, що уряд розглядає це як соціальне питання, а не питання безпеки, і заявила, що студентка зараз проходить лікування. Однак багато хто вважав, що пояснення «лікування» було удаванням, оскільки влада Ірану має задокументовану історію клеймування психічно хворими жінок, які порушують закони про обов'язкове носіння хіджабу, використовуючи це як тактику для придушення інакомислення.
Дар'яї спочатку не називали, а в ЗМІ називали її лише дівчиною науки та досліджень. Приблизно 13 листопада в ЗМІ її почали називати Аго Дар'яї.

## Міжнародна реакція
- 2 листопада 2024 року Махді Голроо написав: «Дівчина науки та досліджень не має імені; її ім'я означає бути жінкою в Ірані. Її ім'я Ніка, Саріна та Хадіс. Її ім'я Жінка, Життя, Свобода»[6].
- 2 листопада 2024 року Май Сато, спеціальний доповідач ООН з прав людини в Ірані, оголосила, що за інцидентом уважно стежать[22]. Вона також опублікувала відео, на якому видно, як ця жінка в спідній білизні протестує у кампусі[22].
- 5 листопада 2024 року сотні іранців і французів зібралися ввечері в центрі Парижа, перед Пантеоном біля університету Сорбонна, скандуючи гасла та виголошуючи промови на підтримку опору іранських жінок проти гноблення. Були присутні члени нижнього та верхнього парламентів Франції від зелених та лівих партій, а також члени асоціації Femen та профспілки CGT[23][24].
- 5 листопада 2024 року Amnesty International закликала «негайно та беззастережно звільнити» її, наголошуючи на необхідності незалежного розслідування ймовірних насильств під час її арешту[6][25]. National Secular Society закликали уряд Великобританії тиснути на владу Ірану для її звільнення[26].
- 10 листопада 2024 року Глобальний студентський форум (GSF) виступив із заявою, в якій закликав до міжнародної обізнаності та дій. GSF висловив занепокоєння щодо поводження з жінками в Ірані, які активно опираються законам країни про обов'язкове носіння хіджабу, особливо звернувши увагу на насильницькі заходи, як повідомляється, вжиті проти неї. GSF закликав міжнародні правозахисні організації та іноземні уряди чинити тиск на владу Ірану для її звільнення та забезпечити її безпеку. У заяві GSF підкреслюється символічний вплив її протесту на глобальні дискусії про права жінок і державну релігійну політику[27].
- 14 листопада 2024 року відео з її протестом було розміщено на обкладинці журналу Elle[28].